# Dublin Institute for Advanced Studies

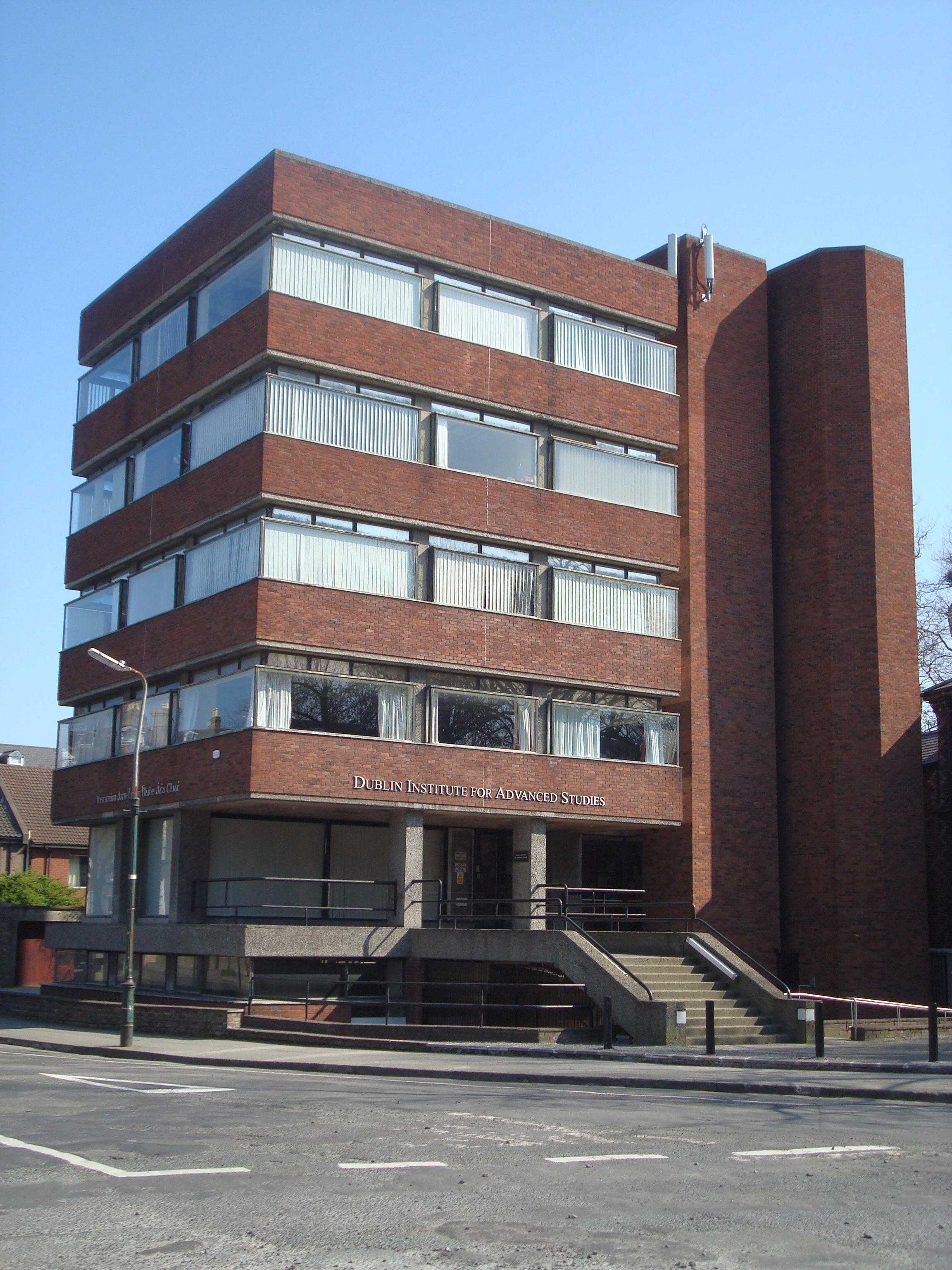
School of Theoretical Physics

Dublin Institute for Advanced Studies (DIAS) (iriska: Institiúid Ard-Léinn Bhaile Átha Cliath)  är ett forskningsinstitut i Dublin. Institutet består av tre skolor: School of Theoretical Physics (teoretisk fysik), School of Cosmic Physics (kosmisk fysik) och School of Celtic studies (keltiska studier).